# Peppermint (pel·lícula de 1999)
Peppermint (en grec Πέπερμιντ) és una pel·lícula grega de 1999 dirigida per Kostas Kapakas. Va ser la presentació de Grècia als Premis Oscar del 2000 per a l'Oscar a la millor pel·lícula de parla no anglesa, però no va ser acceptada com a nominada.

## Argument
Antics companys d'escola assisteixen a una festa de reunió i un enginyer d'aviació entre ells fa un viatge pel camí de la memòria. Mentre recorda la seva infantesa i la seva extraordinària relació amb la seva cosina Marina, l'espectador mira la vida dels protagonistes, fent una ullada a la societat grega entre 1955 i 1973.

## Repartiment
- Georges Corraface com a Stefanos Karouzos
- Any Loulou com a Alkistis Karouzou
- Alexandros Mylonas com a Pavlos Karouzos
- Nikoletta Vlavianou com a Ariadni
- Tasos Palatzidis com a Michalakis
- Giorgos Gerontidakis-Sempetadelis com a Stefanos Karouzos als 12
- Markella Pappa com a Marina als 12

## Recepció

### Premis
Guanyador:
- 1999: Premis de Cinema de l'Estat Grec a la millor pel·lícula
- 1999: Premis de Cinema de l'Estat Grec al millor director debut (Kostas Kapakas)
- 1999: Premis de Cinema de l'Estat Grec al millor guió (Kostas Kapakas)
- 1999: Premis de Cinema de l'Estat Grec a la millor actriu (Any Loulou)
- 1999: Premis de Cinema de l'Estat Grec al millor actor secundari (Tasos Palatzidis)
- 1999: Premis de Cinema de l'Estat Grec a la millor música (Panagiotis Kalatzopoulos)
- 1999: Premis de Cinema de l'Estat Grec a la millor edició
- 1999: Premis de Cinema de l'Estat Grec al millor so
- 1999: Premis de Cinema de l'Estat Grec al millor maquillatge

nominat:
- 1999: Festival Internacional de Cinema de Tessalònica per Golden Alexander
- 2000: Oscar a la millor pel·lícula en llengua estrangera (no nominada)